# Phymeurus brachypterus
Phymeurus brachypterus är en insektsart som först beskrevs av Bolívar, I. 1889.  Phymeurus brachypterus ingår i släktet Phymeurus och familjen gräshoppor. Inga underarter finns listade i Catalogue of Life.